# Dálněvýchodní dráha

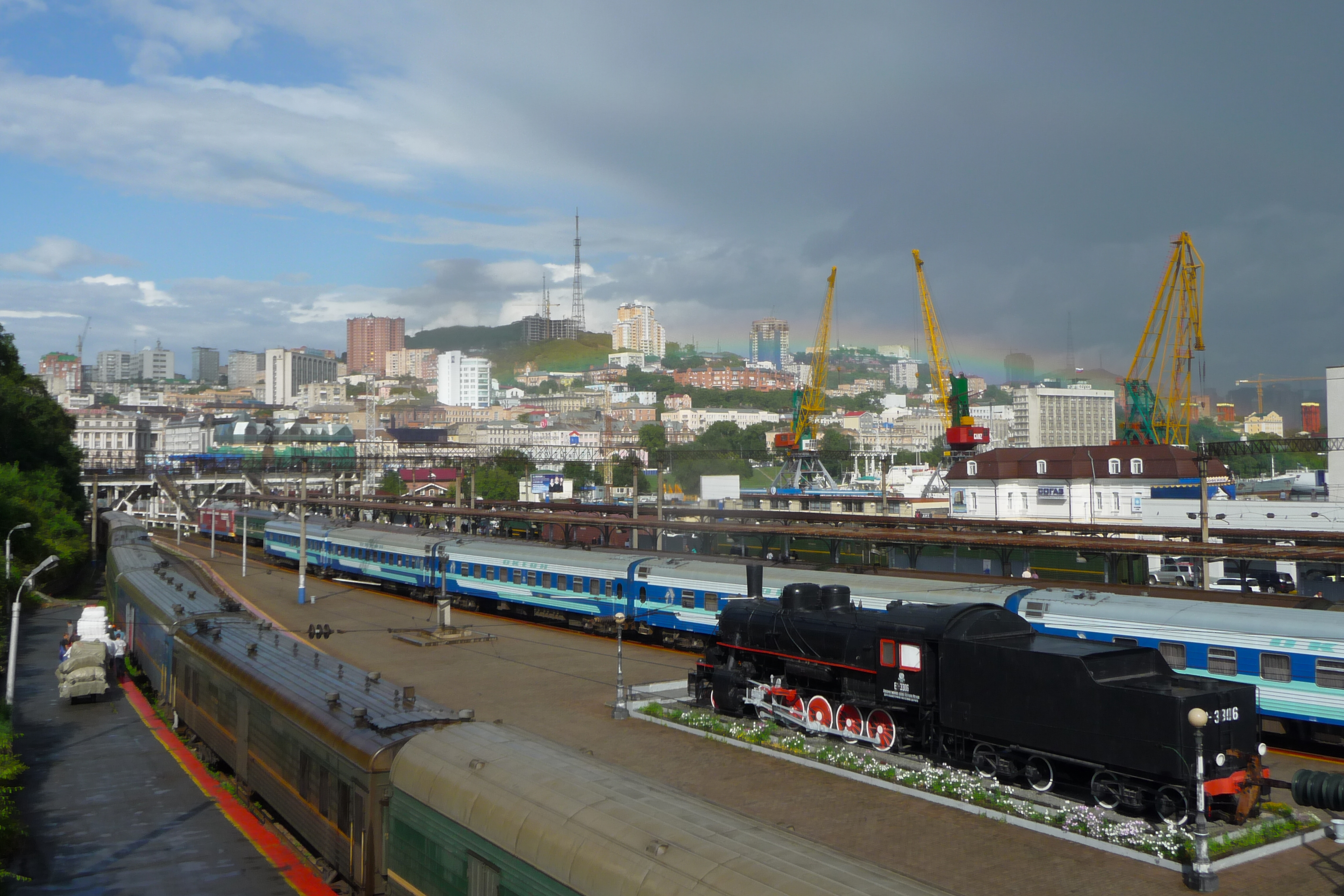
Nádraží Dálněvýchodní dráhy a konec Transsibiřské magistrály ve Vladivostoku

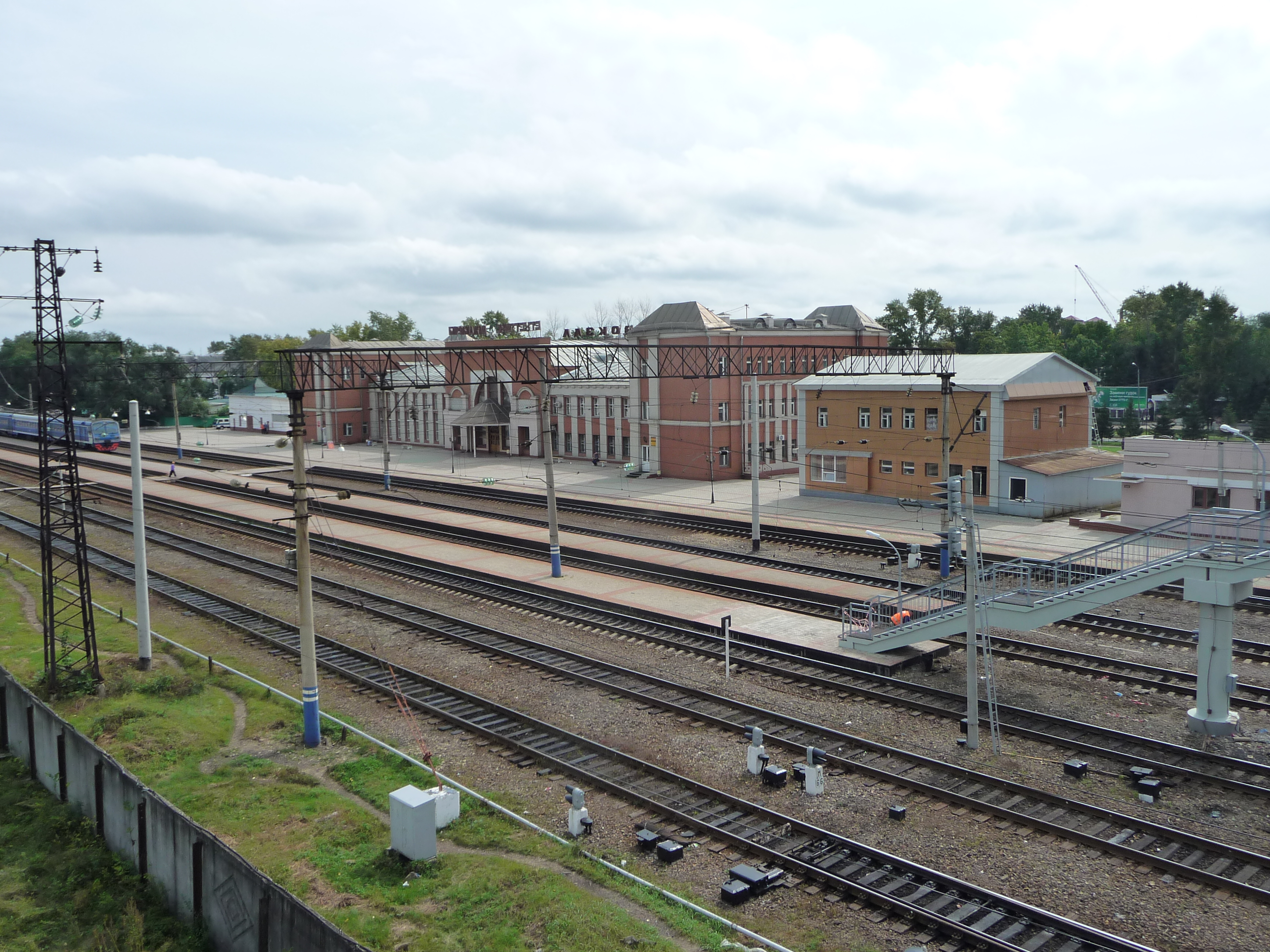
Nádraží Dálněvýchodní dráhy v Birobidžanu

Dálněvýchodní dráha (rusky Дальневосто́чная желе́зная доро́га) je 5 990,6km dlouhá železniční trať na ruském Dálném východě. Nachází se na území Chabarovského kraje, Přímořského kraje, Jakutska, Amurské oblasti, Židovské autonomní oblasti a Sachalinské oblasti. Ředitelství dráhy je v Chabarovsku.
Na západě Dálněvýchodní dráha navazuje na ruskou Zabajkalskou dráhu, ruskou Východosibiřskou dráhu, na jihu na železnici čínskou a severokorejskou. Na konci 90. let 20. století se částí Dálněvýchodní dráhy stala i východní část bývalé Bajkalsko-amurské magistrály a také Sachalinská železnice.
Součástí Dálněvýchodní dráhy je i východní úsek Transsibiřské magistrály, včetně bývalé Ussurijské dráhy.